# Abens
Die Abens ist ein Fluss in Ober- und Niederbayern. Sie entspringt am Bruchholz in der Gemarkung Dürnzhausen zwischen Dürnzhausen im Nordwesten und Sünzhausen im Südosten, beide im Landkreis Pfaffenhofen an der Ilm, und mündet nach über 70 km bei Eining im Landkreis Kelheim von rechts in die Donau.

## Namensherkunft
Von der nahen Abens hatte das Kastell Eining seinen römischen Namen Abusina. Die Herkunft dieses Flussnamens ist nicht geklärt. Das Bestimmungswort könnte vom indogerm. *abā 'Wasser' gebildet worden sein. Eine Deutung im Sinne von „Flüsschen“ im Vergleich zur Donau versuchte 1950 Gerhard Rasch. Albrecht Greule hingegen vermutet, dass der Flussname im Keltischen *Abusā gewesen sei und die Endung -ina sich zunächst nur auf das Kastell bezogen habe.

## Geographie

### Verlauf
Im oberen Teil fließt die Abens durch die Hallertau, ein sanftes, durch Hopfenanbau geprägtes Hügelland. Von der Quelle zwischen Dürnzhausen und Sünzhausen aus führt der Verlauf zunächst Richtung Osten bis Nordosten und überquert nach wenig mehr als einem Kilometer bereits die Grenze zum Landkreis Freising. In der Folge passiert die Abens die Ortschaften Abens, Hirnkirchen, Seysdorf und Halsberg und erreicht dann den Markt Au in der Hallertau, wo sie nach Norden schwenkt und bis Abensberg weitgehend parallel zur Bundesstraße 301 verläuft; außerdem wird ab hier das Tal breiter.
Der Fluss passiert in der Folge die Ortschaften Enzelhausen und Rudelzhausen, bevor er die Grenze zum Landkreis Kelheim und damit Niederbayern erreicht. Vorbei an den Dörfern Puttenhausen, Aufhausen und Sandelzhausen führt der Verlauf weiterhin nordwärts in die Kleinstadt Mainburg. Ab hier fließt die Abens in Mäandern weiter nach Norden und passiert dabei die Dörfer Lindkirchen, Unterwangenbach, Meilenhofen, Ratzenhofen und Elsendorf, bevor sie die Bundesautobahn 93 unterquert. Weiter geht es zwischen den Ortschaften Train und Sankt Johann hindurch sowie über Neukirchen und Staudach zum Markt Siegenburg, den die Abens westlich tangiert. Vorbei an Dürnhart erreicht der Fluss schließlich Biburg mit seiner sehenswerten romanischen Kirche und passiert dann den Frauenberg (391 m ü. NHN) mit der ebenso sehenswerten barocken Wallfahrtskirche Allersdorf.
Etwa hier öffnet sich das Tal zu einer weiten Ebene, die nach Westen zur Donau hin sanft abfällt. So schwenkt dann auch der Flussverlauf auf Höhe der Kleinstadt Abensberg nach Westen und passiert die Dörfer Aunkofen, Schwaighausen und Heiligenstadt, bevor er den zur Stadt Neustadt an der Donau gehörende Kurort Bad Gögging erreicht. Westlich von Bad Gögging, etwa auf Höhe des Campingplatzes Felbermühle, schwenkt der Flussverlauf erneut nach Norden und wird dann mit der parallel zur Donau verlaufenden, etwa gleich großen Ilm zusammengeführt. Beide Flüsse führen hier im Mittel gut 3,2 m³/s Wasser. Etwa hier dürfte die ursprüngliche Mündung der Abens in die Donau gelegen haben. Im Zuge künstlicher Regulierungsmaßnahmen in den 1920er Jahren wurde die Mündung jedoch rund drei Kilometer nach Norden verlegt und liegt heute westlich der Ortschaft Eining, wo noch heute die Grundmauern des Kastells Abusina, eines römischen Militärlagers, zu besichtigen sind. An der Mündung in die Donau hat die Abens, bedingt durch die Zuleitung der Ilm, eine mittlere Wasserführung von etwa 6,5 m³/s. Nahe der Mündung verkehrt die Donaufähre zwischen Eining und Hienheim.

### Einzugsgebiet

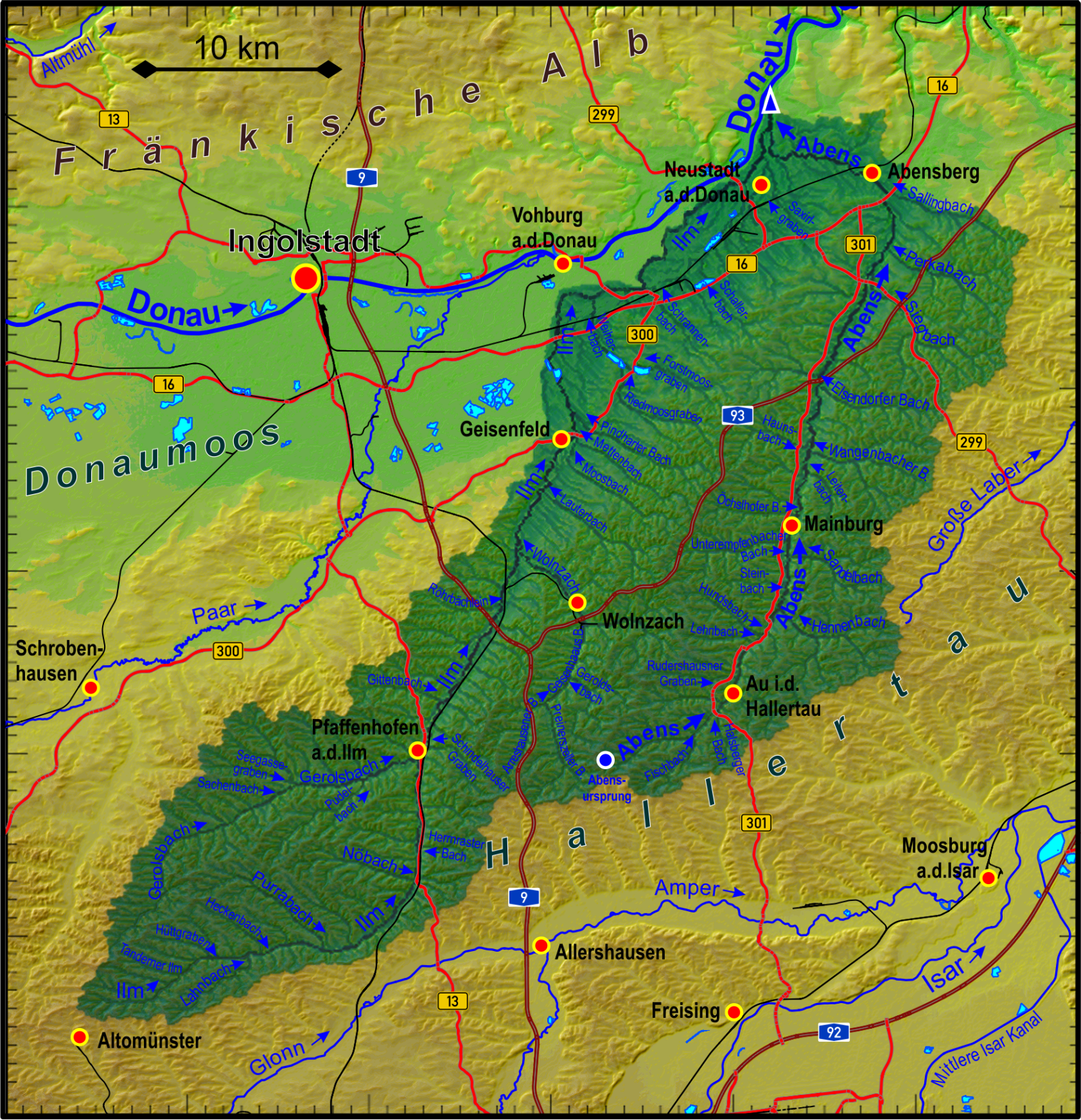
Einzugsgebiet der Abens

Die Abens entwässert die Teile des Unterbayerischen Hügellands, die zwischen den Einzugsgebieten der Paar im Westen, der Glonn und der Amper im Süden sowie der Großen Laber im Osten liegen. Der Unterlauf der Ilm, die früher direkt in die Donau mündete, wurde in den Jahren 1903 und 1922 im Zuge von Hochwasserschutzmaßnahmen donauabwärts verschleppt, sodass die Ilm zum Nebenfluss der Abens wurde. Dadurch hat sich das Einzugsgebiet der Abens flächenmäßig mehr als verdoppelt.

### Zuflüsse
Liste der Zuflüsse von der Quelle zur Mündung. Auswahl.
- Mooshofer Graben, von links auf etwa 472 m ü. NHN bei Au in der Hallertau-Abens
- Moosgraben, von links auf etwa 472 m ü. NHN bei Au-Hirnkirchen
- Fischbach, von rechts auf etwa 459 m ü. NHN vor Au-Seysdorf
- Osseltshauser Graben, von links auf etwa 449 m ü. NHN vor Au
- Leitersdorfer Bach, von rechts auf etwa 448 m ü. NHN in Au
- Rudertshausner Graben, von links auf etwa 444 m ü. NHN nach Au
- Grundbach, von links auf etwa 442 m ü. NHN vor Rudelzhausen-Enzelhausen
- Weilgraben, von links auf etwa 439 m ü. NHN in Enzelhausen
- Lehnbach, von links auf etwa 438 m ü. NHN in Enzelhausen
- → (Abgang eines Mühlbachs), nach rechts auf etwa 437 m ü. NHN bei Rudelzhausen-Pittersdorf
- Hundsbach, von links auf etwa 436 m ü. NHN in die Abens selbst vor Rudelzhausen-Kirchdorf
- Moosbach, von rechts auf etwa 437 m ü. NHN in den rechten Teilungslauf Mühlbach in Rudelzhausen
- ← (Rücklauf des Mühlbachs), von rechts auf etwa 434 m ü. NHN bei Rudelzhausen
- Königerwiesgraben, von links auf etwa 431 m ü. NHN vor Mainburg-Puttenhausen
- Hennerbach, von rechts auf etwa 432 m ü. NHN in den Mühlkanal bei Rudelzhausen-Furthmühle
- Langenwiesbach, von links auf etwa 429 m ü. NHN bei Puttenhausen
- Steinbach, von links auf etwa 426 m ü. NHN bei Mainburg-Bachmühle
- → (Abgang eines Mühlbachs), nach rechts auf etwa 426 m ü. NHN bei Mainburg-Plankmühle
- Sandelbach, von rechts auf etwa 425 m ü. NHN bei Mainburg-Sandelzhausen in den Mühlbach
- Unterempfenbacher Bach, von links auf etwa 420 m ü. NHN gegenüber Mainburg-Beslmühle in die Abens selbst
- ← (Rücklauf des Mühlbachs), von rechts auf etwa 419 m ü. NHN bei Beslmühle
- Öchslhofer Bach, von links auf etwa 416 m ü. NHN bei Mainburg-Köglmühle
- Wambacher Bach, von links auf etwa 413 m ü. NHN bei Mainburg-Weihmühle
- Pettenhofer Graben, von links auf etwa 410 m ü. NHN bei Mainburg-Gumpertshofen
- Leitenbach, von rechts auf etwa 409 m ü. NHN gegenüber Mainburg-Seemühle
- Wangenbacher Bach, von rechts auf etwa 406 m ü. NHN bei Mainburg-Unterwangenbach
- Haunsbach, von links auf etwa 405 m ü. NHN bei Mainburg-Meilenhofen
- Glasergraben, von links auf etwa 397 m ü. NHN bei Elsendorf-Appersdorf
- Elsendorfer Bach, von rechts auf etwa 394 m ü. NHN in Elsendorf
- Siegbach, von rechts auf etwa 376 m ü. NHN gegenüber Siegenburg-Daßfeld
- Perkabach, von rechts auf etwa 371 m ü. NHN nahe Biburg-Perka
- Eglseebach, von rechts auf etwa 367 m ü. NHN in Biburg
- (Zufluss, vielleicht des Namens Hörlbach), von rechts auf etwa 367 m ü. NHN nach Biburg
- Müllergraben, von links auf etwa 367 m ü. NHN bei Biburg-Rappersdorf
- Sallingbach, von rechts auf etwa 363 m ü. NHN bei Abensberg-Badhaus
- Ilm, von links auf etwa 348 m ü. NHN nahe Neustadt an der Donau-Sittling

## Natur
Auf den letzten Kilometern durchfließt die Abens die Donauauen mit dem Naturschutzgebiet Goldau bei Neustadt zwischen den Flüssen Abens, Donau, Ilm und Paar. Hier leben unter anderem Blaukehlchen, Pirole und verschiedene Orchideenarten. Zudem ist das Gebiet Teil des Natura-2000-Gebiets und Landschaftsschutzgebiets.